# Paolo Maruzzo
Paolo Maruzzo (Longare, 15 aprile 1953) è un allenatore di calcio ed ex calciatore italiano, di ruolo attaccante.

## Caratteristiche tecniche
Giocava come ala; sul finire di carriera arretra via via la posizione, come tornante in fascia sinistra o mezzala.

## Carriera

### Giocatore
Cresciuto nel Lanerossi Vicenza, viene mandato in prestito per diverse stagioni al Valdagno, al Rovigo (entrambe in Serie D) e poi in comproprietà alla Pro Vercelli, con cui debutta in Serie C nel campionato 1975-1976.
Al termine del campionato torna in forza al Lanerossi ma nel novembre successivo, non trovando spazio, viene nuovamente ceduto alla Pro Vercelli. A fine stagione viene riconfermato dai piemontesi, con cui realizza 8 reti nel campionato di Serie C 1977-1978 venendo eletto dai tifosi miglior giocatore della stagione.
Riscattato dal Lanerossi, viene acquistato dal Piacenza, dove gioca come spalla del centravanti Sante Crepaldi. A fine stagione viene ripreso dai veneti, restando in pianta stabile nell'organico di prima squadra e debuttando in Serie B. Nel campionato cadetto 1979-1980, chiuso al quinto posto, totalizza 20 presenze e 3 reti.
L'anno successivo torna in Serie C1, ceduto in comproprietà al Casale, di cui è il capocannoniere stagionale con 6 reti. Rientrato al Vicenza, viene ceduto definitivamente alla Pro Patria con cui disputa due campionati di Serie C1 culminati con una retrocessione. Prosegue la carriera in Piemonte con Novara (a seguito di uno scambio con Ernestino Ramella), Biellese, Ivrea e tra i dilettanti con Vigliano. e Grignasco, ricoprendo in questi ultimi casi anche il ruolo di allenatore.

### Allenatore
Rimasto in Piemonte, guida il Villaggio Lamarmora (squadra dilettantistica biellese) nella stagione 1997-1998 e all'inizio della stagione successiva, nella quale si dimette a settembre.
Nel campionato 2001-2002 è alla Viglianese, con cui vince il campionato di Prima Categoria. Torna poi al Villaggio Lamarmora all'inizio della stagione 2002-2003, venendo esonerato a novembre a favore di Luca Prina.
Nella stagione 2003-2004 guida il Vallecervo, sempre in Piemonte. Dopo una lunga pausa, riprende ad allenare i Giovanissimi 2001 della società biellese Fulgor Cossila.